# كثيب هلالي

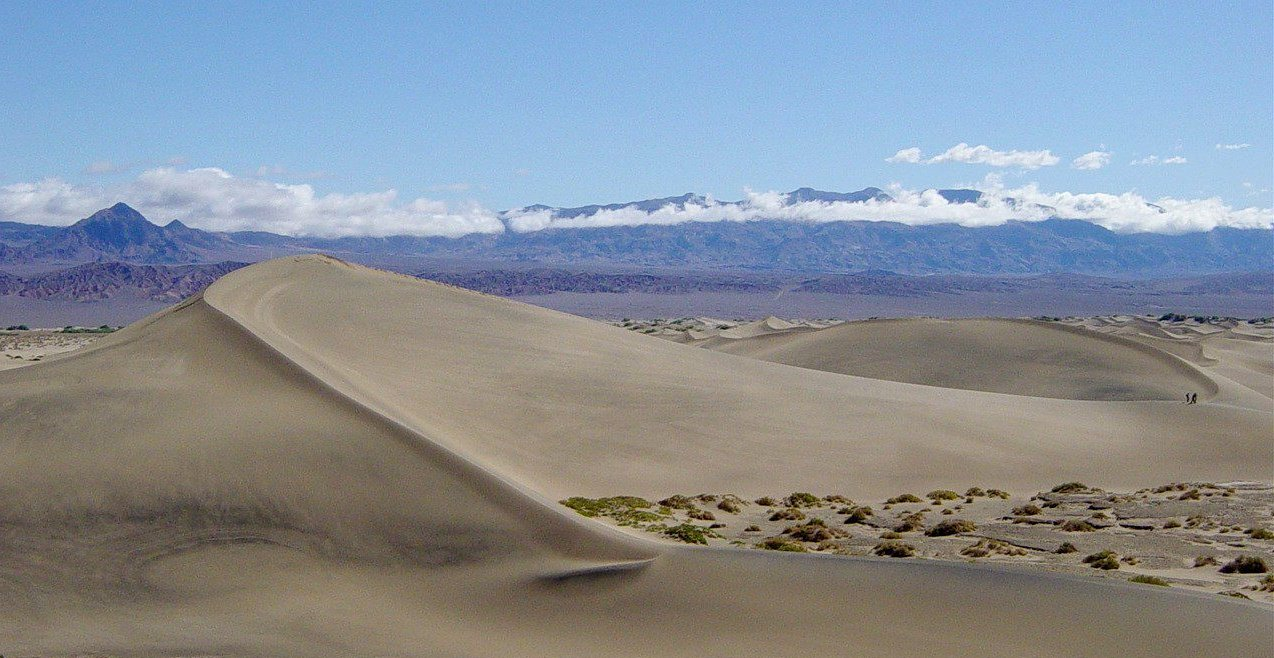
كثيب هلالي.

الكثبان الهلالية أو البَرخان هي أكثر أشكال الكثبان الرملية انتشارََا. الكثبان الهلالية لها عمومًا شكل الهلال مع واجهة منحدرة تحدها القرون التي تشير باتجاه الريح. الكثبان الهلالية تتشكل أساسا عن طريق رياح تهب في اتجاه واحد، وبالتالي فهي مؤشرات جيدة لمعرفة طبيعة اتجاه الرياح السائد عند تشكيلها للكثبان.
تنتشر هذه الكثبان في شمال سيناء، الواحات الخارجة، شمال غرب الواحات البحرية, وقد تأخذ خطوطا متوازية ومتزاحمة وتسمى بالخطوط البرخانية وقد لوحظت هذه البرخانات في ساحل سيناء الشمالى وفي غرب الممرات.
كذلك تم اكتشاف هذا النوع من الكثبان على سطح كوكب المريخ.